# Más allá de las colinas
Más allá de las colinas (en rumano: După dealuri) es una película dramática rumana de 2012 dirigida por Cristian Mungiu, y protagonizada por Cristina Flutur y Cosmina Stratan. La trama de la película gira en torno a las vidas de dos chicas que residen en un monasterio ortodoxo en Rumania.
La película se estrenó en el Festival de Cine de Cannes de 2012, donde Mungiu ganó el premio al mejor guion, y Flutur y Stratan compartieron el premio a la mejor actriz. La cinta, además, fue seleccionado como la participante de Rumania para optar a la Mejor película extranjera en los 85 premios Oscar de la Academia.

## Argumento
Esta es una historia de dos niñas huérfanas, Voichița (Cosmina Stratan), que se une como monja a una iglesia ortodoxa, y su amiga Alina (Cristina Flutur), que llega procedente de Alemania para visitar a Voichița. Años atrás, ambas fueron compañeras de piso y tenía relación física, que Alina exigirá de nuevo, pero Voichița rechaza. Alina no tiene a otro lugar al que poder ir, por lo que Voichița insiste al sacerdote (Valeriu Andriuta) que permita a Alina quedarse en el monasterio; por otro lado, el sacerdote exige que Alina sea fiel a Dios y se someta a la confesión. En ese momento se inicia una pugna psicológica entre las dos amigas. Alina tratará de sacar a Voichița fuera del ambiente ortodoxo y Voichița tratará, sin estar ella completamente convencida, de que Alina retome su fe hacia Dios.

## Reparto
- Cosmina Stratan como Voichița.
- Cristina Flutur como Alina.
- Valeriu Andriuţă como sacerdote.

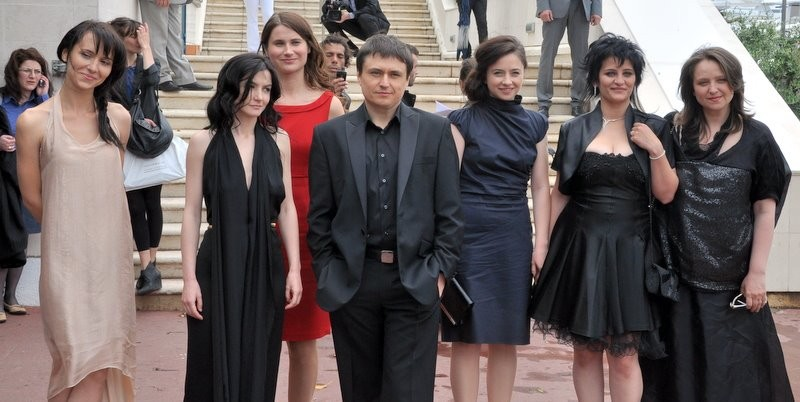
El director junto a los actores de la película en el Festival de Cannes 2012.

- Dana Tapalagă como madre superiora.
- Cătălina Harabagiu como Antonia.
- Gina Ţandură como hermana Iustina.
- Vica Agache como hermana Elisabeta.
- Nora Covali como hermana Pahomia.
- Katia Pascariu como madre Sevastiana.
- Dionisie Vitcu como señor Valerică.

## Producción
El guion está inspirado en dos novelas de la escritora Tatiana Niculescu Bran, documentando el exorcismo de Tanacu, en el que un joven miembro de un monasterio en Moldavia murió en 2005 después de un ritual de exorcismo. La producción de la película fue hecha a través de la empresa del director, Mobra Films. También recibió apoyo de producción de Bélgica y Francia. Recibió 273.100€ del Centro Nacional de Cine de Rumanía y 400.000€ de Eurimages. El rodaje tuvo lugar a partir de noviembre de 2011 hasta febrero de 2012.